# Bianca Gomes
Bianca Gomes de Lima, mais conhecida por Bianca Gomes (São Paulo, 10 de agosto de 1987), é uma futebolista brasileira que atua como meio campo. Atualmente joga pela Palmeiras.

## Carreira
Se destacou no Palmeiras em 2019. Foram 13 gols em 44 jogos e fez parte do elenco campeão da Copa Paulista de 2019.
Depois do alviverde, Bianca foi bicampeã brasileira pelo Corinthians, em 2021 e 2022. Pelo clube ainda ganhou um Campeonato Paulista, uma Copa Libertadores da América, uma Supercopa do Brasil e uma Copa Paulista.
Em 2023 foi contratada pelo Santos, onde ficou até o final do primeiro semestre.
Em 2023 Bianca retorna ao Palmeiras,  chegando para a reta final do Paulista e a disputa da Libertadores. Em 2024, foi campeã paulista com o clube.

## Títulos
Palmeiras
- Copa Paulista: 2019[3]

Corinthians
- Campeonato Brasileiro: 2021,[4] 2022,[5]
- Campeonato Paulista: 2021[6]
- Copa Libertadores da América: 2021[7]
- Supercopa do Brasil: 2022[8]
- Copa Paulista: 2022[9]